# Самойло Олександр Олександрович
Самойло Олександр Олександрович (23 жовтня (4 листопада) 1869 — 8 листопада 1963) — російський і радянський військовий діяч , генерал-майор російської імператорської армії (1916), генерал-лейтенант авіації (1940), професор (1943), член КПРС із 1944 року.

## Життєпис
Народився у Москві у дворянській родині. Був нащадком гетьмана Війська Запорізького Самійла Кішки. Із 1890 року служив у російській імператорській армії, закінчив Московське піхотне юнкерське училище. Виконував різні розвідувальні завдання під час службових відряджень до Німеччини, Австро-Угорщини та Англії. Із 1908 року — полковник, із 1909 року служив у Генеральному штабі. Учасник Першої світової війни, під час якої був начальником штабу 10-ї армії та генерал-квартирмейстром Західного фронту.
У 1918 році добровільно перейшов на службу до Червоної Армії, був під час Громадянської війни в Росії начальником штабу Біломорського військового округу, начальником штабу і командувачем 6-ї армії, командувачем Східного фронту, начальником Всеросголовштабу.
У 1921 році — голова Центральної комісії полювання і рибальства при Головному штабі РСЧА.
Після громадянської війни займався викладацькою діяльністю. У 1940—1941 роках був заступником начальника оперативного відділу Головного управління ВПС РСЧА. Із 1948 року — у відставці.
Був нагороджений численними нагородами: орденом Святої Анни, двома орденами Святого Володимира, двома орденами Святого Станіслава, двома орденами Леніна, чотирма орденами Червоного прапора, орденом Вітчизняної війни 1-го ступеня, медалями « 20 років РСЧА РСЧА», «30 років Радянській армії і флоту», «За перемогу над Німеччиною», «800 років Москви», орденом Почесного легіону, орденом Італійської корони.
Олександр Самойло є одним із прототипів головного героя роману Валентина Пікуля «Честь имею».
Написав мемуари[джерело?].